# Еньовден
Еньовден е християнски празник, отбелязван на 24 юни в чест на раждането на свети Йоан Кръстител.
Той е и един от важните празници в българския народен календар, като има различни местни наименования – Яневден (Софийско), Иванден (Струга), Ивъндън (Охрид), Иван Бильобер или Иван Брулню (Великотърновско).
Първоначално празникът е съвпадал с лятното слънцестоене, което е на 21/22 юни, затова много от поверията и обичаите са свързани с представите за „пътя на небесното светило“ (т.е. видимите изменения на разположението на образа на Слънцето на хоризонта) и култа към него (според езическите представи за божествата, с които се отъждествява). Основно място в обичаите заема фигурата на Свети Еньо.
На тази дата се празнува в България, във връзка с поставянето на нея, от източноправославната християнска църква, на празника Рождение на св. Йоан Кръстител (отбелязващ раждането на Йоан Кръстител – честван на нея и в много други страни), слят със стария, в процеса на адаптация към предхристиянските традиции. Коренът на празника е свързан със славянските фолклорни традиции. Има много точни съответствия в обичаите на всички славянски народи.

## Имен ден
Вследствие на това се честват и имените дни на много хора, чиито имена могат да се считат за производни на Еньо, на прототипите на образа му и на свързваните с него ритуали или чието причисляване в тази категория е на основата на етимологично свързване със старобългарското тълкуване на Еньовден, като Еднажден, или езически – „Летен Игнажден“: Енчо, Еньо, Енислав, Яна, Яница, Яни, Даян, Даяна, Деница, Дилян, Диляна, Диян/Диан, Дияна/Диана, Деян/Деан/Дея/Деа, Деяна/Деана, Билян, Биляна и имена на билки.

## Вярвания и обичаи

### Поличби
Според народните вярвания, нощта срещу Еньовден е изключително подходяща за т. нар. „грабене“ (крадене) и „мамене“ (примамване) на плодородието от нивите и добитъка (пренасочването му от чужди – към свои), макар че ритуалът се прави и на Гергьовден. Съществува и поверие, че в нощта срещу Еньовден там, където има заровено имане, от земята излиза син пламък, който свети силно.
Грижата за съхраняване на реколтата и страхът от природните сили са породили още един обичай – забраната да се жъне на Еньовден. Според поверието този ден е „хаталия“, „аталия“ (лош ден) и Свети Еньо ще порази с гръм нивата на онзи, който не го е уважил на празника му, а е отишъл да работи (да жъне).
Традиционно Еньовден е смятан за предвестник на зимата – казва се „Еньо си наметнал кожуха да върви за сняг“. Вярва се, че сутринта на празника, когато изгрява, Слънцето „трепти“, „играе“ и който види това, ще бъде здрав през годината. Освен това съществува и поверие, че здравословното състояние на човека през годината може да се познае по сянката му (въз основа на дължината и разположението ѝ) точно по изгрев – човекът трябва да се обърне с лице към Слънцето и през рамо да наблюдава сянката си. Ако се отразява цяла, човекът ще бъде здрав през годината, ако се очертае наполовина – ще боледува. Вярва се, че на сутринта на празника, щом изгрее слънцето, която мома (неомъжвана млада жена) първа го види – ще има пари и от здраве няма да се отърве (ще се радва на добро здраве цялата година).

### Ритуали, свързани с водата
Според поверията, от този ден продължителността на деня започва да намалява (в действителност така е от самия момент на лятното слънцестоене), а годината клони към зима. Митологичните представи за Слънцето сутринта на Еньовден са, че преди да поеме дългия си земен път (в тях то е живо свръхестествено същество, което обикаля около Земята или преминава над нея и под нея и така се случават денят и нощта), спира да си почине, и окъпано в „живата вода“, изгрява много рано, за да се прости със света, който няма да види до догодина (защото всъщност не е точно едно, а Слънцата се сменят, в течение на годишните времена), а в нощта срещу празника водата става лековита. После се отърсва, и росата, която пада е с особена магическа сила. Затова традиционно се препоръчва, преди изгрев, измиване в течаща вода или да се отъркалване в росата за здраве. За лечение и гадаене, при залез слънце (на самия Еньовден) се взима от чист сладък извор „мълчана вода“ (налята при пълна тишина, за да не се погуби от човешки глас магическата ѝ сила). Момите оставят китките си през нощта в мълчаната вода и на сутринта гадаят по тях кой ще е бъдещият им жених („Ладуване“). През нощта срещу празника не бива да се пие вода, нито да се налива, а в самия ден не се пере, за да не се поболее член на семейството.

### Бране на билки
Смята се, че на Еньовден различните треви и билки имат най-голяма лечебна сила, особено на изгрев слънце. Затова е най-добре да се берат рано сутринта преди изгрева на Слънцето. Жените – баячки, магьосници, природолечителки, ходят сами и берат билки, с които после лекуват и правят магии. Набраните за зимата билки трябва да бъдат „77 и половина“ – за всички болести и за, болестта без име. Отначало се складират и изсушават, а на Свети Врач се разпределят, според предназначението им. Еньовден е наричан и денят на Божиите природни тайнства и е най-вече празник на билките.

### Еньова буля
Еньова буля е регионален обичай, характерен за Югоизточна България. Всички моми се събират в една къща и там обличат едно 5-6-годишно момиченце, в старинна булченска носия: с дълга бяла риза и червена връхна дреха, наречена кават. Забулват го с червено було. На главата му поставят сребърна/сребриста пара и венец от еньовче. Една мома вдига Еньовата буля (маскираното дете, което замества за случая митологичния персонаж Еньова буля) върху раменете си и цялото шествие започва да обикаля селото/селището, обхождайки доколкото е възможно нивите, градините, кладенците и чешмите. През цялото време момите пеят еньовденски песни. С тази ритуална обиколка те искат да измолят от Св. Еньо здраве и плодородие.

### Напяване на китки
Наред с Нова година, Гергьовден и други празници, на Еньовден също се гадае за здраве, женитба и плодородие. Прави се обичаят напяване на китки (букети цветя) или на пръстени по същия начин, както и при ладуването по Васильовден.

## Празнуване в други страни
В Русия празникът се нарича Ива́н Купа́ла и се смята за езически народен празник. В Украйна името е Ивана Купала (Купайла), в Беларус името е Купалле. Източните славяни отбелязват празника с традиционно нощно къпане в нощта преди Иван Купала. Също има задължително огън, който се прескача и около който се танцува. Също както в България се берат билки и се смята, че те имат най-голяма сила именно в тази нощ. В Полша празникът се нарича Ноц Швентоянска (Свети Иванова нощ) и е свързан с подобни народни ритуали: палене на огньове и прескачането им, палене на сламена кукла (чучело), къпане в реките, бране на билки и закичване на девойките с венци.
Празниците в чест на Йоан Кръстител и на лятното слънцестоене заемат много важна част от бита на скандинавските и балтийските народи, но са характерни и изобщо за страните на Евразия, а в резултат на техните колониални разширения и световно влияние – и за много народи извън нея, сред които са развити според местните природни и социални условия.